# Orotsyra
Orotsyra, eller pyrimidinkarboxylsyra, är en heterocyklisk förening, som förekommer som mellanprodukt i organismernas syntes av pyrimidin-nukleotider. Historiskt troddes den vara en del av vitamin B-komplexet, som B13, men benämns idag som ett B-vitaminliknande ämne.

## Egenskaper
Orotsyra har form av vita, nålformiga kristaller och är luktfri. Den är löslig i vatten, svagt löslig i alkohol och organiska lösningsmedel, men olöslig i eter.

## Framställning
Föreningen framställs i kroppen via ett mitokondriellt enzym, dihydrooratdehydrogenas eller syntesvägen av ett cytoplasmiskt enzym pyrimidin syntesvägen. Det används ibland som en mineralbärare i vissa kosttillskott (för att öka deras biologiska tillgänglighet), oftast för litiumorotat. Det har noterats att många organismer växer snabbare om oratsyra tillförs i näringen.

### Syntes
Dihydroorotat syntetiseras till orotsyra av enzymet dihydrooratedehydrogenas, där den senare kombineras med fosforibosylpyrofosfat (PRPP) för att bilda orotidin-5'-monofosfat (OMP). En särskiljande egenskap hos pyrimidinsyntes är att pyrimidinringen är helt syntetiserad före montering till ribossocker, medan purinsyntes sker genom att basen byggs direkt på socker.

## Säkerhet
Orotsyra kan vara mutagen i somatiska däggdjursceller. Den är också mutagen för bakterier och jäst. 

## Patologi
En uppbyggnad av orotsyra kan leda till orotsyraaciduria och -acidemi. Det kan vara ett symptom på en ökad ammoniakbelastning på grund av en ämnesomsättningssjukdom, såsom en ureacykelsjukdom.
I ornitintranscarbamoylasbrist, en X-bunden ärftlig och den vanligaste ureacykelnsjukdomen, är överskott karbamoylfosfat omvandlat till orotsyra. Detta leder till en ökad serumammoniaknivå, ökad serum- och urinorotsyranivåer och en minskad serumureanivå. Det leder också till en ökad utsöndring av urinorotsyra, eftersom orotsyra inte utnyttjas och måste elimineras. Hyperammonemi utarmar alfa-ketoglutarat som i sin tur leder till hämning av trikarboxylsyracykeln (TCA) med minskande adenosintrifosfat(ATP)-produktion.